# Georgia on My Mind
Singles de Ray Charles
Tell the Truth (1960) Ruby (1960)
Georgia on My Mind est une chanson composée et interprétée en 1930 par Hoagy Carmichael sur des paroles de Stuart Gorrell.
Ballade sentimentale reprise par de nombreux artistes au fil du temps, elle est notamment connue pour la version de Ray Charles en 1960, qui en a fait un symbole de lutte contre la ségrégation raciale sévissant dans le sud des États-Unis. Malgré ce que raconte une légende urbaine, Charles n'a jamais été banni de l'État de la Géorgie.
Le gouvernement de Géorgie a choisi Georgia on My Mind comme hymne d'État (state song) le 24 avril 1979. Il fut d'ailleurs chanté par Gladys Knight lors de la cérémonie d'ouverture des Jeux olympiques d'Atlanta le 19 juillet 1996.
Les versions de Ray Charles et de Hoagy Carmichael ont toutes les deux reçu le Grammy Hall of Fame Award, respectivement en 1993 et en 2014. 

## Contexte et composition
Le titre de la chanson est parfois interprété comme un hommage à la sœur de Hoagy Carmichael, nommée Georgia. Cependant, d'après son autobiographie, le saxophoniste Frankie Trumbauer lui avait suggéré d'écrire une chanson sur l'État de Géorgie. Carmichael lui proposa en plaisantant les deux premiers mots, « Georgia, Georgia... ». Il finit par les garder dans les paroles de la chanson, rédigées par son colocataire Stuart Gorrell,. Le nom de Stuart Gorrell était absent du copyright, mais Hoagy Carmichael lui céda tout de même une partie des droits d'auteur.
Carmichael enregistra Georgia on My Mind à New York le 15 septembre 1930 avec Bix Beiderbecke au cornet.

## Interprétation par Ray Charles
En 1960, Ray Charles, originaire de Géorgie, enregistra une version de Georgia on My Mind qui connut un succès majeur, se classant no 1 du Billboard Hot 100. Rolling Stone classa en 2004 cette interprétation 44e meilleure chanson parmi ses 500 meilleures chansons de tous les temps.

## Symbole de la lutte contre la ségrégation puis hymne de la Géorgie
Dans Georgia on My Mind, qui relève de la ballade sentimentale, Georgia peut être une femme mais renvoie surtout à l'État de Géorgie : Ray Charles y est né et en est parti dès ses premières années pour rejoindre la Floride. Il intègre la chanson à son répertoire après avoir annulé sa participation à un concert à Atlanta pour protester contre le fait qu'il est réservé aux Blancs : Georgia on My Mind devient ainsi un symbole de la lutte contre la ségrégation raciale, dont Ray Charles indique avoir beaucoup souffert,,. La chanson est choisie comme hymne officiel de la Géorgie le 24 avril 1979, tandis que l'État présente des excuses officielles à Ray Charles,,.

## Autres  références et utilisations
En 1968, les Beatles ont fait allusion au titre dans leur chanson Back in the U.S.S.R., où « Georgia » désigne la Géorgie alors république soviétique et non l'État américain de Géorgie ou une femme appelée ainsi.
Georgia on My Mind fut utilisée en référence au président américain Jimmy Carter, lui aussi originaire de Géorgie. The Band la sortit en single en 1976 pour sa campagne présidentielle. Un film d'animation de pâte à modeler de 1977, Jimmy The C (en) de Robert Grossman, James Picker et Craig Whitaker, en fait chanter la version de Ray Charles par le personnage de Jimmy Carter.
La série Femmes d'affaires et Dames de cœur (1986-1993) utilisait une version instrumentale de Georgia on My Mind dans son générique d'ouverture.
La série Code Quantum (1989-1993) utilise le morceau dans la saison 2 épisode 7 Un seul être vous manque.
Au cinéma
- Georgia (1981)
- Ray (2004)

## Liste d'interprétations
- Hoagy Carmichael
- Glenn Miller
- Louis Armstrong
- Gerry Boulet, seul et avec son groupe Offenbach
- James Brown
- Michael Buble
- Ray Charles
- Richard Manuel au sein de The Hawks puis The Band
- The Dave Brubeck Quartet
- Tom Jones
- Deep Purple
- Tommy Emmanuel
- Al Hirt
- Billie Holiday
- Ella Fitzgerald
- Rizzle Kicks
- Gladys Knight (en tant qu'hymne de l'État de Géorgie lors de la cérémonie d'ouverture des Jeux olympiques d'été de 1996 à Atlanta)
- Jerry Lee Lewis
- Willie Nelson (dans Stardust, 1978)
- Oscar Peterson
- Django Reinhardt[14]
- Art Tatum
- Fats Waller
- Cory Henry[15]
- The Spencer Davis Group
- Peter Frampton (2019)
- Dick Annegarn
- The Killers
- Ethel Waters
- Annie Lennox